# Бліндгайм
Бліндгайм (нім. Blindheim нім. вимова: [ˈblɪnthaɪm]), традиційно відома англійською мовою як Бленхейм або Бленім (англ. Blenheim [ˈblɛnɪm] BLEN-im) — громада в Німеччині, знаходиться в землі Баварія. Підпорядковується адміністративному округу Швабія. Входить до складу району Діллінген. Складова частина об'єднання громад Гекстедт-ан-дер-Донау.
Площа — 26,39 км2. Населення становить 1756 ос. (станом на 31 грудня 2020).

## Галерея

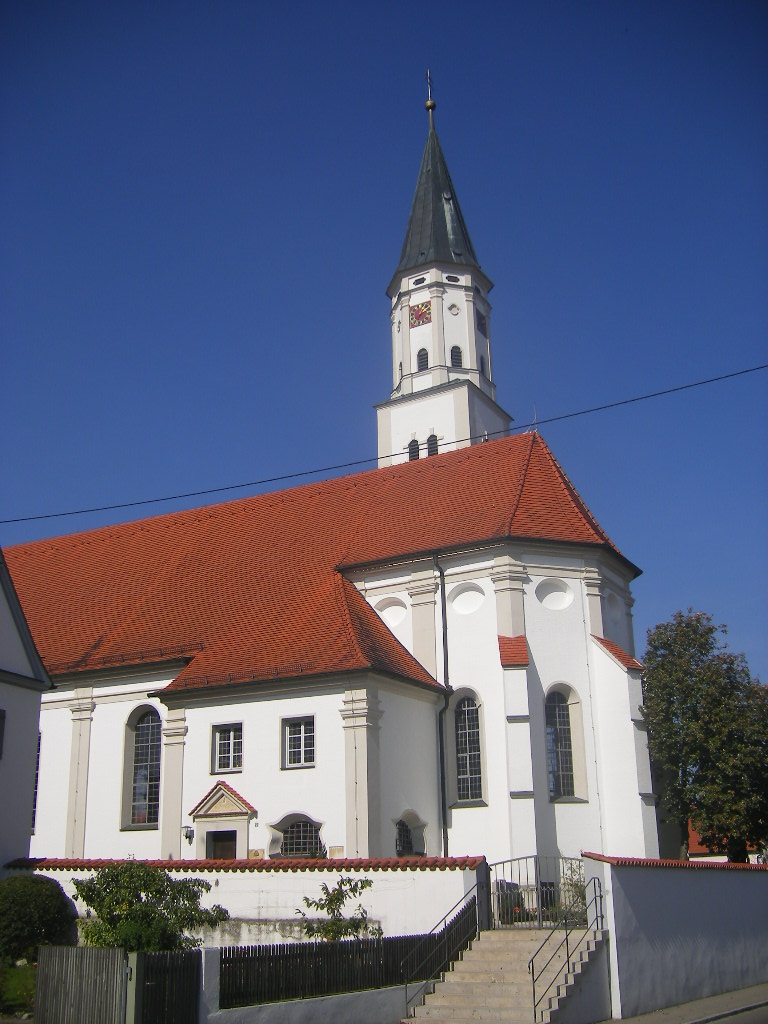